# Epiphragma binigrocinctum
Epiphragma binigrocinctum är en tvåvingeart som beskrevs av Alexander 1962. Epiphragma binigrocinctum ingår i släktet Epiphragma och familjen småharkrankar.
Artens utbredningsområde är Bolivia. Inga underarter finns listade i Catalogue of Life.